# Dupplin Cross

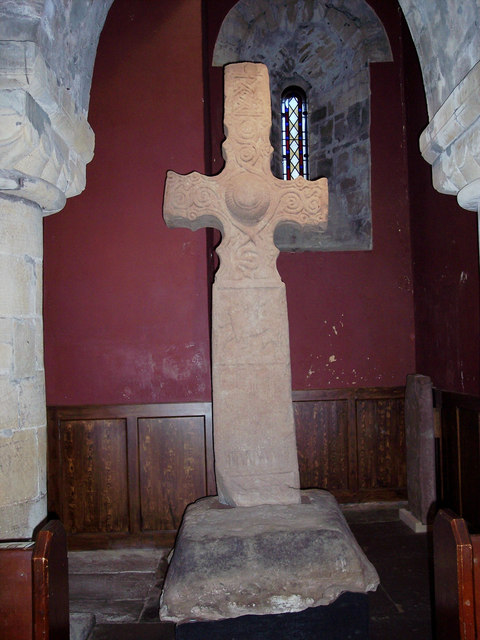
Dupplin Cross.

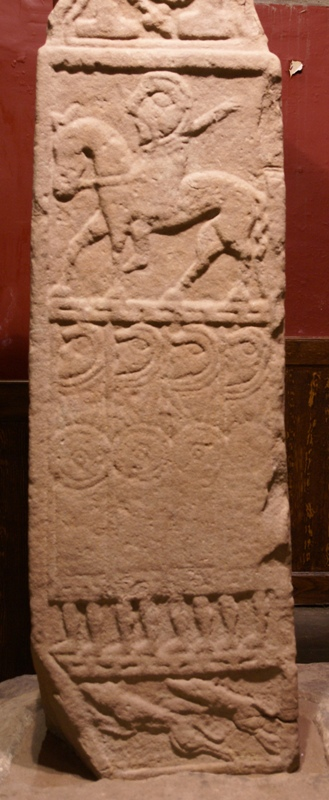
Deel van de oostzijde met bovenaan Constantijn, koning der Picten, daaronder vier jonge krijgers en onderaan een tweetal jachthonden.

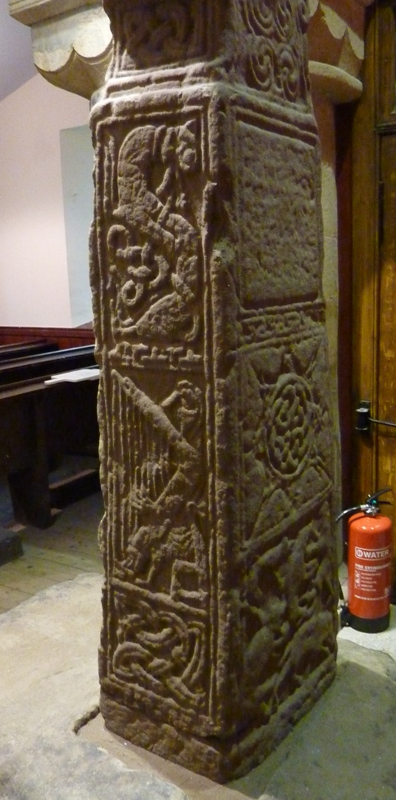
De noordwestelijke zijde van het Dupplin Cross met links (noordzijde) in het midden de harpspeler.

Het Dupplin Cross is een Pictische steen en tevens een High Cross (Hoog Kruis), stammende uit het einde van de achtste of het begin van de negende eeuw. Het staat in de St Serf's Church in Dunning in de Schotse regio Perth and Kinross.

## Periode
Op het Dupplin Cross staat de tekst Constantijn, zoon van Fergus. Dit verwijst naar koning Constantijn, koning van de Picten tussen 789 en 820. De laatste tien jaar van zijn regering regeerde hij ook over het koninkrijk Dalriada.

## Locatie
Het Dupplin Cross stond voor 2002 op een heuvel waarvan men uitzicht had op de locatie van het Pictische koninklijk paleis van Forteviot, vijf kilometer van Dunning en 750 meter ten zuidwesten van Dupplin Castle. Dit was vermoedelijk ook de originele locatie van het kruis. Sinds 2002 staat het Dupplin Cross in de St Serf's Church in Dunning.

## Beschrijving
Het Dupplin Cross is bijna drie meter hoog en is versierd met allerlei gebladerte en abstracte vormen.

### Oostzijde
De voorzijde, die naar het oosten stond, is onder andere versierd met wijnranken. Op het onderste deel van het kruis zijn drie panelen te onderscheiden. Het bovenste paneel toont een besnorde ruiter met speer; waarschijnlijk stelt dit koning Constantijn voor. Het hoofd is relatief groot ten opzichte van het lichaam. Het middelste paneel toont vier jonge krijgers zonder snor en simpel uitgedost. Het onderste paneel toont twee rennende jachthonden. Zowel de ruiter, de krijgers als de honden bewegen zich van rechts naar links.

### Noordzijde
Op de noordelijke zijde is er een paneel met daarop een mythologisch beest afgebeeld en een ander paneel toont een naar links kijkende harpspeler. Deze harpspeler stelt hoogstwaarschijnlijk Koning David voor.

### Westzijde
De achterzijde, die naar het westen was gekeerd, is versierd met allerlei abstracte vormen. Er zijn drie panelen op de stam van het kruis te onderscheiden. Het bovenste paneel toont zeven regels in Romeins alfabet en is daarmee de langste inscriptie op een vroegmiddeleeuws sculptuur in Schotland. De tekst is slecht leesbaar; een deel leest CU .... NTIN / FILIUSFIRCU / S (Constantijn, zoon van Fergus). Het middelste paneel toont een versierde cirkel met een kruis met eromheen vier paren vogels. Waarschijnlijk stellen de vogels duiven voor en wordt hiermee de Heilige Geest uitgebeeld. Het onderste paneel toont een naakte figuur, vermoedelijk koning David, en zijn hond die een leeuw aanvallen. Een tweede naakte figuur probeert met een stok een beer te doden.

### Zuidzijde
Op de zuidelijke zijde is er een paneel met daarop een koppel mythologische beesten afgebeeld en een ander paneel toont twee oudere, besnorde krijgers.

## Beheer
Het Dupplin Cross wordt beheerd door Historic Scotland.